# Dark Universe
 Pour plus de détails, voir Fiche technique et Distribution
Dark Universe était un projet de franchise cinématographique de films américains produite par Universal Pictures et qui devait mettre en scène les personnages de la célèbre série de films d'horreurs du studio, Universal Monsters.
Présenté comme un univers cinématographique similaire à celui de Marvel, les personnages devaient chacun bénéficier d'un film unique mais auraient pu apparaître dans d'autres films de la série, voire être tous regroupés.
La franchise devait être lancée en 2014 avec Dracula Untold de Gary Shore mais le producteur Alex Kurtzman décida de ne pas l'inclure, malgré de bons résultats au box-office. La franchise est finalement lancée en 2017 avec le film La Momie d'Alex Kurtzman mais par suite de l'échec critique et commercial du film, la franchise fut mise de côté pour changer de stratégie avant d'être définitivement annulée par le studio au début de l'année 2019.
En 2025, la marque Dark Universe est relancée par Universal, mais cette fois-ci en tant que license à destination des parcs à thème d'Universal Destinations & Experiences, dont notamment une zone thématique (land) ayant pour thème les Universal Monsters au sein du parc Universal Epic Universe en Floride.

## Production

### Développement et lancement
En juillet 2014, Universal Pictures a annoncé vouloir relancer les Universal Monsters mais sous une franchise et dans un univers partagé. La société embauche Alex Kurtzman et Chris Morgan pour superviser la franchise.
Le film Dracula Untold, réalisé par Gary Shore et sorti en 2014, devait être le premier film de la franchise et certaines scènes avaient été retournées afin de laisser cette possibilité ouverte. Toutefois, par suite de l'échec critique du film, Alex Kurtzman annonce ne pas vouloir inclure le film dans la franchise qui sera donc lancée par le film La Momie.
Avant la sortie de La Momie, Universal annonce le développement de films consacrés à la fiancée de Frankenstein, l'Homme Invisible, et Frankenstein. Après la sortie du film, deux personnages sont également annoncés : le Fantôme de l'Opéra et Quasimodo.

### Mise de côté et annulation
En mai 2016, Universal annonce la date de sortie du deuxième film de la franchise, La Fiancée de Frankenstein, et que ce dernier sera réalisé par Bill Condon. Le studio révèle aussi que l'acteur Johnny Depp rejoignait la franchise pour interpréter l'Homme invisible, dont le film sera écrit par Ed Solomon. Javier Bardem est aussi annoncé dans le rôle du monstre de Frankenstein.
En octobre 2017, Universal retire La Fiancée de Frankenstein de son planning. Le studio annonce que cette décision a été prise avec le réalisateur Bill Condon pour pouvoir améliorer le scénario et mieux développer le film. L'échec critique et commercial de La Momie est également l'un des facteurs ayant poussé le studio à mettre de côté la franchise pour décider d'une nouvelle stratégie pour gagner l'intérêt du public.
En janvier 2019, alors qu'Universal ne donnait plus de nouvelle de la franchise, le studio annonce qu'il prépare un film sur l'Homme Invisible avec la société de production Blumhouse Productions et que, par conséquent, le Dark Universe est abandonné. Ce film pourrait être le premier d'une franchise mettant en scènes les monstres mais se tournant cette fois-ci sur de l'horreur pure. Néanmoins, par suite de l'échec du Dark Universe, le studio ne désire pas se lancer dans un nouveau projet de franchise avant de réels résultats.
L'histoire de la franchise devait se dérouler principalement dans le monde moderne, et l'ensemble des films auraient été liés par la présence de Prodigium, une organisation dédiée à la localisation, la protection, et si nécessaire, la destruction des monstres, dirigée par le Dr Henry Jekyll.
Certains projets seront plus tard relancés par Universal mais non liés entre eux, comme Wolf Man de Leigh Whannell en 2025.

## Jeux vidéo
Deux jeux sont sortis en 2017, The Mummy: Dark Universe Stories sur smartphones réalisé par Night School Studio et The Mummy Demastered sur Windows, PlayStation 4, Xbox One et Nintendo Switch réalisé par WayForward.